# Золтан фон Балла
Золтан фон Балла (угор. Balla Zoltán; 31 серпня 1883, Будапешт — 1 квітня 1945, там само) — угорський шаховий чемпіон.

## Життєпис
1904 року посів 11-те місце в Кобургу (14-й конгрес НШС, турнір Б). У 1905 році посів 10-те місце у Відні. У 1906 році виграв перший чемпіонат Угорщини в Дьєрі. Поділив цей титул з Жигмондом Барасом у Будапешті в 1911 році. Виграв у Дьєрі в 1911 році, посів 18-те місце в Бреславлі в 1912 році (18-й конгрес НШС, виграли Акіба Рубінштейн та Олдржих Дурас), поділив 7-8-ме місце в П'єштянах в 1912 році (виграв Рубінштейн), поділив 3-4-те місце в Тімішоарі в 1912 році, і поділив 4-5-те місце а Будапешті в 1913 році (виграв Рудольф Шпільман).
1916 року посів 2-ге місце в Будапешті. У 1918 році, поділив 1-2-ге місце в Будапешті. 1918 році поділив 6-7-ме місце в Кошицях (виграв Ріхард Реті). У 1921 році посів 5-е місце в Будапешті. У 1922 році поділив 12-13-те в П'єштянах (виграв Юхим Боголюбов). У 1924 році виграв у Будапешті. У 1925 році посів 3-тє місце в Будапешті. 1928 року посів 9-те місце в Будапешті (виграв Хосе Рауль Капабланка).
У 1935 році поділив 17-18-те місце в Тататовароші (виграв Ласло Сабо). 1939 року поділив 1-2-ге місце разом з Ласло Сабо в Будапешті (Меморіал Дорі). У 1940 році поділив 4-5-те місця в Будапешті (юбілейний турнір Мароці, виграв Макс Ейве).
Загинув у дорожньо-транспортній пригоді з радянським танком наприкінці Другої світової війни.